# East Inlet Trail
L'East Inlet Trail est un sentier de randonnée américain dans le comté de Grand, au Colorado. Il remonte l'East Inlet jusqu'au lac Spirit, protégé au sein du parc national de Rocky Mountain. Il est lui-même inscrit au Registre national des lieux historiques depuis le 28 février 2005.